# Musée « Vandré, il y a 100 ans »
Le Musée « Vandré, il y a 100 ans » est un musée français situé dans le village de Vandré, commune rurale appartenant au canton de Surgères dans le Nord du département de la Charente-Maritime.

## Histoire
C'est  dans les locaux du presbytère alors abandonné que la municipalité de Vandré, appuyée par le foyer rural et une équipe de bénévoles du village, a décidé de créer un musée de traditions locales portant sur l'ethnologie et l'histoire du village qui est mentionné également dans le Guide Vert Michelin.
Il constitue l'unique musée rural de la plaine d'Aunis et son intérêt est évident non seulement pour le témoignage local mais également pour sa contribution à l'histoire de cette ancienne province.

## Collections
Ce musée rural, situé dans le bourg de Vandré, derrière la mairie, est surtout un musée à thèmes où sont présentés dans cinq salles toute une collection d'objets, de bibelots, de meubles, de costumes et de documents illustrant la vie du village au tournant du XXe siècle.
La cinquième salle qui a été récemment aménagée est consacrée à la viticulture et s'organise autour d'un grand pressoir. Une exposition permanente porte sur l’histoire de la vigne en Aunis avant le phylloxéra.

## Ouverture
Le musée de Vandré est ouvert le dimanche de 15h à 18h en saison et l'Office de Tourisme de Surgères en fait régulièrement la promotion lors d'animations thématiques.